# Monique Bolleboom
Monica Johanna Petronella (Monique) Bolleboom (Zoetermeer, 11 augustus 1962) is een Nederlands turnster. 

## Sportcarrière
Bolleboom werd geboren in Zoetermeer. Ze begon haar sportcarrière bij de gymnastiekvereniging Pro Patria, waar ze les kreeg van Ada Hoogendam. 
Bolleboom nam deel aan de Olympische Zomerspelen 1976 met als beste prestatie van de 11e plaats in de landenwedstrijd. Haar zus Ingrid is ook een voormalige turnster.